# Victoire Jean-Baptiste
Victoire Jean-Baptiste, född 1861, död 1923, känd som "La Belle Victoire", var en de facto politiker och affärsidkare på Haiti. Hon var älskarinna och rådgivare till president Florvil Hyppolite. 

## Biografi
Victoire Jean-Baptiste var analfabet och kom ur fattiga förhållanden på landsbygden. Hon omtalas första gången 1877, då hon hade ett kortvarigt men uppmärksammat förhållande med Oswald Durand i Cap-Haitien. Omkring 1886 inledde hon ett förhållande med Tirésias Simon Sam i Cap-Haitien. Hon blev sedan tjänsteflicka hos Geline Hyppolite, hustru till Florvil Hyppolite, och blev älskarinna till deras son Chéry Hyppolite. 
År 1889 blev Florvil Hyppolite president och hon fick flytta in i presidentpalatset i Port-au-Prince. Efter Cherys död 1893 blev hon under namnet Madame Victoire i praktiken landets första dam. Man noterade att hon visade sig öppet vid offentliga ceremonier vid presidentens sida och att Vatikanens delegation försökte ignorera saken. Enligt den franska konsuln avgjorde hon tillsättandet av poster och ämbeten. Presidenten ska ha krävt att hennes åsikter respekterades och förbjudit någon att motsätta sig dem även i politiska frågor. Trots statens svaga ekonomi fick hon använda statskassan till personliga utgifter, och hon finansierade bland annat ett privat sockerbruk. Det var genom hennes inflytande Tirésias Simon Sam år 1894 utsågs till krigsminister. Vid Hyppolites död 1896 tog hon sin tillflykt till franska legationen. Tirésias Simon Sam blev dock nästa president, och han hade lovat Hippolyte att behandla henne väl. 
Efter presidentens död bosatte hon sig i Cap-Haitien. Hon levde där med Edward Jerome, en mäklare från Martinique, och skötte framgångsrikt den förmögenhet hon hade tillägnat sig. Victoire Jean-Baptiste fick ett mycket dåligt eftermäle i Haitis historia.  